# Stentor amethystinus
Stentor amethystinus (лат.) — вид инфузорий из семейства Stentoridae, обитающий в пресноводных прудах и озёрах. Длина тела не превышает 1 мм. Вступает в симбиоз с одноклеточными зелёными водорослями. В отличие от многих своих родственников, Stentor amethystinus имеет красно-фиолетовый цвет из-за пигмента аметистина.